# Puchar Niemiec w piłce nożnej (1978/1979)
Puchar Niemiec w piłce nożnej mężczyzn 1978/1979 – 36. edycja rozgrywek mających na celu wyłonienie zdobywcy Pucharu Niemiec, który uzyskał tym samym prawo gry w Pucharze Zdobywców Pucharów (1980/1981). Tym razem trofeum wywalczył Fortuna Düsseldorf. Finał został rozegrany na Niedersachsenstadion w Hanowerze.

## Plan rozgrywek
Rozgrywki szczebla centralnego składały się z 7 części:
- Runda 1: 4–13 września 1978
- Runda 2: 22 września–7 listopada 1978
- Runda 3: 29 listopada 1978–6 stycznia 1979
- Runda 4: 27 kwietnia 1979
- Ćwierćfinał: 26 maja 1979
- Półfinał: 6 czerwca 1979
- Finał: 23 czerwca 1979 na Niedersachsenstadion w Hanowerze

## Pierwsza runda
Mecze rozgrywano od 4 sierpnia do 13 września 1978 roku.
| Drużyna 1                | Wynik      | Drużyna 2                     |
| ------------------------ | ---------- | ----------------------------- |
| Freiburger FC            | 6:1        | SpVgg Neckarelz               |
| 1. FC Nürnberg           | 4:0        | ASV Neumarkt                  |
| Arminia Bielefeld        | 2:1 (dog.) | Hamburger SV                  |
| MSV Duisburg             | 4:3        | SG Wattenscheid 09            |
| Fortuna Düsseldorf       | 0:2        | Stuttgarter Kickers           |
| FV Würzburg 04           | 7:2        | Hertha BSC                    |
| Borussia Mönchengladbach | 4:2        | Wuppertaler SV                |
| TSV 1860 Monachium       | 0:5        | FC Schalke 04                 |
| Eintracht Brunszwik      | 6:1        | Schwarz:Weiss Essen           |
| VfB Stuttgart            | 12:0       | Spandauer SV                  |
| SV Darmstadt 98          | 4:1        | DJK Abenberg                  |
| Werder Brema             | 5:0        | SV Holzwickede                |
| VfL Bochum               | 4:0        | Bünder SV                     |
| SpVgg Bad Pyrmont        | 1:2        | Eintracht Frankfurt           |
| Borussia Dortmund        | 14:1       | BSV Schwenningen              |
| 1. FC Saarbrücken        | 1:0 (dog.) | SpVgg Fürth                   |
| Tennis Borussia Berlin   | 2:0 (dog.) | Union Solingen                |
| Fortuna Köln             | 2:0        | FC Hanau 93                   |
| SC Freiburg              | 3:1        | Rot-Weiss Essen               |
| Eintracht Trewir         | 3:1        | SG Fuchsmühl                  |
| DSC Wanne-Eickel         | 2:1        | VfR Mannheim                  |
| SC Pfullendorf           | 0:3        | FC Homburg                    |
| Preußen Münster          | 6:0        | SV Leiwen                     |
| SSV Dillenburg           | 2:4        | FSV Frankfurt                 |
| Waldhof Mannheim         | 5:0        | SV Börnsen                    |
| SC Jülich                | 1:10       | Kickers Offenbach             |
| Karlsruher SC            | 3:1        | Eintracht Bad Kreuznach       |
| FC Augsburg              | 4:0        | Offenburger FV                |
| Viktoria Sindlingen      | 0:3        | Bayer 04 Leverkusen           |
| Wormatia Worms           | 4:2        | VfB 06/08 Remscheid           |
| Alemannia Aachen         | 4:1        | FC Eislingen                  |
| FC St. Pauli             | 3:0 (dog.) | Bayern Hof                    |
| SVO Germaringen          | 1:7        | VfR OLI Bürstadt              |
| Rot-Weiss Oberhausen     | 5:1 (dog.) | ETSV Landshut                 |
| SG Ellingen:Bonefeld     | 3:1        | VfB Lübeck                    |
| TSV Nord Harrislee       | 0:6        | Borussia Neunkirchen          |
| Union Böckingen          | 2:8        | Bayer Uerdingen               |
| KSV Baunatal             | 5:0        | SV Union Essen:Frintrop       |
| Holstein Kiel            | 5:0        | Saar Saarbrücken              |
| ESV Ingolstadt           | 4:0        | Viktoria Kleingladbach        |
| Südwest Ludwigshafen     | 2:0        | Concordia Hamburg             |
| SV Memmelsdorf/Ufr.      | 1:8        | FC Bocholt                    |
| SG Bad Soden             | 1:3        | VfL Neustadt/Weinstraße       |
| VfB Schrecksbach         | 3:5        | Arminia Hannover              |
| FC Tailfingen            | 4:3        | SV Sandhausen                 |
| SC Göttingen 05          | 6:1        | FC Epe                        |
| Bayern Monachium         | 5:0        | SSV Glött                     |
| 1. FC Kaiserslautern     | 7:0        | BFC Preussen                  |
| Victoria Hamburg         | 0:6        | SSV Ulm 1846                  |
| Rot-Weiss Lüdenscheid    | 1:4        | 1. FC Köln                    |
| SC Herford               | 2:1        | Würzburger Kickers            |
| TuS Iserlohn             | 0:2        | VfL Osnabrück                 |
| OSC Bremerhaven          | 0:3        | Hannover 96                   |
| ASV Burglengenfeld       | 1:4        | Viktoria Köln                 |
| OSV Hannover             | 5:1        | TSV Helmstedt                 |
| FC Gütersloh             | 4:1        | Eintracht Nordhorn            |
| FC Kirchheim             | 1:2        | SpVgg EGC Wirges              |
| SV Bliesen               | 2:3        | Melsunger FV 08               |
| Werder Brema (amatorzy)  | 1:1 (dog.) | TuS Neuendorf                 |
| MTV Gifhorn              | 0:3        | FK Pirmasens                  |
| VfR Heilbronn            | 1:0        | TuS 08 Langerwehe             |
| Blumenthaler SV          | 1:2        | Fortuna Düsseldorf (amatorzy) |
| SV Haidlfing             | 0:5        | SpVgg Bayreuth                |
| TuS Hessisch Oldendorf   | 0:4        | Westfalia Herne               |

### Mecze powtórzone
| Drużyna 1     | Wynik | Drużyna 2               |
| ------------- | ----- | ----------------------- |
| TuS Neuendorf | 5:2   | Werder Brema (amatorzy) |

## Druga runda
Mecze rozgrywano od 22 września do 7 listopada 1978 roku.
| Drużyna 1                | Wynik      | Drużyna 2                     |
| ------------------------ | ---------- | ----------------------------- |
| 1. FC Saarbrücken        | 2:3        | Bayer Uerdingen               |
| MSV Duisburg             | 3:1        | Arminia Bielefeld             |
| VfL Bochum               | 4:2 (dog.) | DSC Wanne-Eickel              |
| SC Herford               | 0:3        | Holstein Kilonia              |
| Tennis Borussia Berlin   | 3:3 (dog.) | VfR OLI Bürstadt              |
| FC Schalke 04            | 3:2        | VfB Stuttgart                 |
| Werder Brema             | 2:3        | Eintracht Frankfurt           |
| Bayern Monachium         | 4:5        | VfL Osnabrück                 |
| Borussia Mönchengladbach | 6:1        | Arminia Hannover              |
| Eintracht Trewir         | 0:1        | 1. FC Kaiserslautern          |
| SV Darmstadt 98          | 2:1        | Preußen Münster               |
| FC Augsburg              | 1:3        | 1. FC Nürnberg                |
| Borussia Neunkirchen     | 0:0 (dog.) | Borussia Dortmund             |
| Wormatia Worms           | 1:1 (dog.) | Hertha BSC                    |
| Eintracht Brunszwik      | 1:0        | SG Ellingen:Bonefeld          |
| Fortuna Düsseldorf       | 3:0        | VfR Heilbronn                 |
| Hannover 96              | 1:3        | Alemannia Aachen              |
| Südwest Ludwigshafen     | 4:2        | Viktoria Köln                 |
| Freiburger FC            | 2:2 (dog.) | FC Bocholt                    |
| Waldhof Mannheim         | 7:0        | VfL Neustadt/Weinstraße       |
| KSV Baunatal             | 3:0        | SC Göttingen 05               |
| Kickers Offenbach        | 3:0        | ESV Ingolstadt                |
| FC St. Pauli             | 1:2        | TuS Neuendorf                 |
| SSV Ulm 1846             | 4:2        | FSV Frankfurt                 |
| Westfalia Herne          | 2:3        | 1. FC Köln                    |
| FC Homburg               | 4:2        | FK Pirmasens                  |
| SC Freiburg              | 6:1        | FC Tailfingen                 |
| OSV Hannover             | 0:3        | Bayer 04 Leverkusen           |
| SpVgg Bayreuth           | 6:0        | Melsunger FV                  |
| SpVgg EGC Wirges         | 1:7        | Fortuna Köln                  |
| FC Gütersloh             | 1:1 (dog.) | Karlsruher SC                 |
| Rot-Weiss Oberhausen     | 3:2        | Fortuna Düsseldorf (amatorzy) |

### Mecze powtórzone
Mecze rozgrywano od 29 listopada 1978 do 6 stycznia 1979 roku.
| Drużyna 1         | Wynik          | Drużyna 2              |
| ----------------- | -------------- | ---------------------- |
| Karlsruher SC     | 3:0            | FC Gütersloh           |
| VfR OLI Bürstadt  | 0:0 (3:4 kar.) | Tennis Borussia Berlin |
| Borussia Dortmund | 6:1            | Borussia Neunkirchen   |
| FC Bocholt        | 3:2            | Freiburger FC          |
| Hertha BSC        | 6:1            | Wormatia Worms         |

## Trzecia runda
Mecze rozgrywano 27 kwietnia 1979 roku.
| Drużyna 1              | Wynik      | Drużyna 2                |
| ---------------------- | ---------- | ------------------------ |
| Tennis Borussia Berlin | 0:2        | 1. FC Nürnberg           |
| 1. FC Köln             | 3:2 (dog.) | Eintracht Brunszwik      |
| Fortuna Düsseldorf     | 2:1        | Alemannia Aachen         |
| Hertha BSC             | 6:1        | Borussia Mönchengladbach |
| MSV Duisburg           | 2:1        | Waldhof Mannheim         |
| FC Homburg             | 0:0 (dog.) | VfL Bochum               |
| Eintracht Frankfurt    | 4:1        | KSV Baunatal             |
| Bayer Uerdingen        | 2:1        | FC Schalke 04            |
| Borussia Dortmund      | 6:1        | Kickers Offenbach        |
| SV Darmstadt 98        | 1:5        | SSV Ulm 1846             |
| Südwest Ludwigshafen   | 2:1        | 1. FC Kaiserslautern     |
| VfL Osnabrück          | 2:1        | Fortuna Köln             |
| Bayer 04 Leverkusen    | 1:0        | SpVgg Bayreuth           |
| Holstein Kilonia       | 5:2        | Karlsruher SC            |
| TuS Neuendorf          | 3:1 (dog.) | FC Bocholt               |
| Rot-Weiss Oberhausen   | 1:1 (dog.) | SC Freiburg              |

### Mecze powtórzone
| Drużyna 1   | Wynik          | Drużyna 2            |
| ----------- | -------------- | -------------------- |
| SC Freiburg | 0:0 (2:3 kar.) | Rot-Weiss Oberhausen |
| VfL Bochum  | 1:0            | FC Homburg           |

## Czwarta runda
| Drużyna 1            | Wynik      | Drużyna 2           |
| -------------------- | ---------- | ------------------- |
| MSV Duisburg         | 0:1        | Fortuna Düsseldorf  |
| Hertha BSC           | 6:1 (dog.) | 1. FC Köln          |
| Borussia Dortmund    | 1:3        | Eintracht Frankfurt |
| Südwest Ludwigshafen | 1:1 (dog.) | SSV Ulm 1846        |
| 1. FC Nürnberg       | 7:1        | Holstein Kilonia    |
| Bayer Uerdingen      | 4:2        | VfL Bochum          |
| Rot-Weiss Oberhausen | 1:0        | VfL Osnabrück       |
| TuS Neuendorf        | 1:4        | Bayer 04 Leverkusen |

### Mecze powtórzone
| Drużyna 1    | Wynik | Drużyna 2            |
| ------------ | ----- | -------------------- |
| SSV Ulm 1846 | 0:1   | Südwest Ludwigshafen |

## Ćwierćfinały
Mecze rozgrywano 26 maja 1979 roku.
| Drużyna 1           | Wynik | Drużyna 2            |
| ------------------- | ----- | -------------------- |
| 1. FC Nürnberg      | 6:1   | Südwest Ludwigshafen |
| Hertha BSC          | 6:1   | Bayer Uerdingen      |
| Fortuna Düsseldorf  | 2:1   | Bayer 04 Leverkusen  |
| Eintracht Frankfurt | 2:1   | Rot-Weiss Oberhausen |

## Półfinały
Mecze rozgrywano 6 czerwca 1979 roku.
| Drużyna 1          | Wynik      | Drużyna 2           |
| ------------------ | ---------- | ------------------- |
| Hertha BSC         | 2:1        | Eintracht Frankfurt |
| Fortuna Düsseldorf | 4:1 (dog.) | 1. FC Nürnberg      |

## Finał
| 23 czerwca 1979 16:00 CEST | Fortuna Düsseldorf · Seel 116' | 1:0 (Dogrywka)0:0Raport | Hertha BSC | Niedersachsenstadion, Hanower Widzów: 56 000 Sędzia: Günter Linn (Altendiez) |
|                            |                                |                         |            |                                                                              |

| FORTUNA DÜSSELDORF:     |   |                |  |     |
|                         |   |                |  |     |
| BR                      | 1 | Jörg Daniel    |  |     |
| OB                      |   | Gerd Zewe (C)  |  |     |
| OB                      |   | Josef Weikl    |  |     |
| OB                      |   | Reinhold Fanz  |  |     |
| OB                      |   | Heiner Baltes  |  |     |
| PO                      |   | Rudolf Bommer  |  |     |
| PO                      |   | Hubert Schmitz |  |     |
| PO                      |   | Egon Köhnen    |  |     |
| NA                      |   | Thomas Allofs  |  | 72' |
| NA                      |   | Klaus Allofs   |  |     |
| NA                      |   | Wolfgang Seel  |  |     |
| Zmiany:                 |   |                |  |     |
| PO                      |   | Ralf Dusend    |  | 72' |
| Trener:                 |   |                |  |     |
| Hans-Dieter Tippenhauer |   |                |  |     |

| Hertha BSC:  |   |                 |              |     |
|              |   |                 |              |     |
| BR           | 1 | Norbert Nigbur  |              |     |
| OB           |   | Uwe Kliemann    |              |     |
| OB           |   | Michael Sziedat |              |     |
| OB           |   | Ole Rasmussen   |              |     |
| OB           |   | Hans Weiner     |              |     |
| PO           |   | Holger Brück    |              |     |
| PO           |   | Wolfgang Sidka  |              |     |
| PO           |   | Dieter Nüssing  |              |     |
| PO           |   | Erich Beer      |              |     |
| NA           |   | Jürgen Milewski | Żółta kartka | 72' |
| NA           |   | Dietmar Krämer  |              | 91' |
| Zmiany:      |   |                 |              |     |
| NA           |   | Thomas Remark   |              | 91' |
| NA           |   | Henrik Agerbeck |              | 72' |
| Trener:      |   |                 |              |     |
| Kuno Klötzer |   |                 |              |     |

| Puchar Niemiec w piłce nożnej 1978–1979 Zwycięzcy |
| ------------------------------------------------- |
| Fortuna Düsseldorf 1. Tytuł                       |